# Enderbury
Enderbury è un piccolo atollo disabitato dell'Oceano Pacifico situato nell'arcipelago delle Isole della Fenice ed appartenente alla Repubblica di Kiribati.
Possiede una superficie di 5,1 km² ed è localizzata a 63 km di distanza dall'isola di Canton in direzione Est/Sud-Est.

## Flora e Fauna
L'isola è spoglia e piatta, i rilievi sono assenti (l'altitudine massima varia tra i 5 e i 7 m s.l.m.).
La vegetazione è composta da bassi arbusti, cespugli, erba oltre che da piccoli gruppi di alberi come le palme da cocco e gli alberi kou (nome scientifico Cordia subcordata). Secondo gli ultimi sopralluoghi sull'isola risultano diffuse alcune specie di palme provenienti dalle isole di Manra, Orona e Nikumaroro. A differenza degli altri atolli dell'arcipelago, Enderbury ha solo una piccola laguna e la maggior parte dell'isola è composta da terra.
La fauna è composta principalmente da uccelli marini che, avendo trovato un habitat a loro favorevole, sono soliti nidificare sull'isola. Sulla superficie dell'atollo è attestata la presenza di topi (ratti del pacifico), mentre non ci sono più tracce dei gatti selvatici che in passato popolavano l'isola. 
Enderbury è stata identificata come la più importante area di nidifcazione delle tartarughe marine verdi nell'area delle Isole della Fenice.

## Storia
L'isola fu scoperta nel 1823 dal Capitano James J. Coffin della baleniera inglese Transit che decise di dargli il nome del proprietario della compagnia inglese che possedeva la nave: Samuel Enderby. Il nome Enderbury deriva da un errore di trascrizione. L'interesse per l'isola crebbe nel 1860 per via dei depositi di guano. Gli Stati Uniti reclamarono il possesso dell'isola in base al Guano Islands Act del 1856 che dava l'opportunità agli imprenditori americani di rivendicare gli atolli con depositi di guano. All'inizio lo sfruttamento delle risorse fu blando ma raggiunse il suo culmine nel 1870 grazie alla Phoenix Guano Company che fu in grado di estratte e trasportare 6.000 tonnellate in 64 giorni. Gli americani abbandonarono l'atollo nel 1877, negli anni 80 le attività furono rilevate da una compagnia britannica ma i risultati non furono altrettanto produttivi.
Nel 1938 il presidente degli Stati Uniti Franklin Delano Roosevelt dichiarò Enderbury e la vicina isola di Canton sotto la giurisdizione del dipartimento degli interni statunitense. Queste isole vennero considerate un ottimo punto strategico da utilizzare come scalo per i voli della Pan American World Airways diretti in Australia e Nuova Zelanda; alla fine tra le due isole venne scelta quella di Canton, sulla quale furono costruiti i necessari impianti.
Anche il Regno Unito reclamò il possesso dell'isola, questo comportò la stipulazione, nel 1939, di un accordo tra i due stati che sancì l'amministrazione congiunta.
I primi tentativi di colonizzazione risalgono a quel periodo: nel 1938 vennero stanziati sull'isola quattro coloni allo scopo di reclamare il possesso americano sulla stessa, ma essi vennero evacuati durante la Seconda guerra mondiale, nel 1942, e tutti gli edifici vennero distrutti per evitare che potessero essere sfruttati dall'esercito giapponese.
A partire dal 1979 la sovranita dell'isola appartiene alla Repubblica di Kiribati.
Nel 2008 è diventata, assieme al resto dell'arcipelago delle Isole della Fenice, la più grande area protetta marina del mondo (PIPA - Phoenix Islands Protected Area).